# Atletas Olímpicos Individuales en los Juegos Olímpicos de Sídney 2000

Bandera Olímpica

Atleta Olímpico Individual es el término que se usó en los Juegos Olímpicos de Sídney 2000 para designar a los cuatro atletas de Timor Oriental, que al encontrarse su país administrado por la ONU (UNTAET), participaron bajo bandera olímpica. El código del COI para identificar a estos atletas es IOA (Individual Olympic Athlete).

## Atletas Olímpicos Individuales en Sídney 2000

### Resultados por evento
| Deporte      | Evento                           | Nombre             | Resultado                                                        | Resultado                                                        |
| ------------ | -------------------------------- | ------------------ | ---------------------------------------------------------------- | ---------------------------------------------------------------- |
| Atletismo    | Maratón masculina                | Calisto da Costa   | Final: 2:33:11 (→ 71.ª posición)                                 | Final: 2:33:11 (→ 71.ª posición)                                 |
| Atletismo    | Maratón femenina                 | Aguida Amaral      | Final: 3:10:55 (→ 43.ª posición)                                 | Final: 3:10:55 (→ 43.ª posición)                                 |
| Boxeo        | Peso ligero masculino (57-60 kg) | Victor Ramos       | Ronda 1: perdió frente a Raymond Narh (GHA) (No pasó a la final) | Ronda 1: perdió frente a Raymond Narh (GHA) (No pasó a la final) |
| Halterofilia | 56 kg masculino                  | Martinho de Araújo | Arrancada: 67,5 kg                                               | Dos tiempos: 90 kg                                               |
| Halterofilia | 56 kg masculino                  | Martinho de Araújo | Total: 157,5 kg (→ 20.ª posición)                                |                                                                  |

### Medallas
| Evento      | Oro | Plata | Bronce | Total |
| ----------- | --- | ----- | ------ | ----- |
| Sídney 2000 | 0   | 0     | 0      | 0     |
| Total       | 0   | 0     | 0      | 0     |